# 狙撃探知システム
狙撃探知システム（そげきたんちシステム）とは、狙撃者の位置を把握するために開発されているシステム。
従来、狙撃された場合は銃声ないし味方の撃たれた様子からおおよその方向のみを見当づけることがせいぜいであり、即座の反撃は相手の位置を正確かつ速やかに把握することができないので、ほとんど不可能であった。それを、センサーとコンピュータの組み合わせによって可能にするのがこのシステムの目的であり、すでに実用化が始まりつつある。

## 仕様
地上設置型と車載型（ロボット搭載含む）がある。複数の音響センサーによって、発砲音、および弾の滑空音を捉え、それをコンピュータで処理することによって狙撃者の位置を割り出す。熱センサーにより、発砲時ないし直後の発熱を併せて探知するものもある。コンピューターは発砲からわずか1ないし2秒後には、モニター表示あるいは音声によって、狙撃者の位置を知らせる。その正確さは、方向誤差±2度、距離誤差±10〜20%の範囲に収まる。より精密な探知のために、天候、風向き、湿度など様々なパラメーターの自己把握あるいは入力、および地形の入力が必要である。

## 狙撃前探知
以上のシステムは狙撃後探知であり、敵に一撃を許した後の話になる。そのため、狙撃前探知能力の開発が行われている。特殊波長の不可視光線を全周に発し、その光線が銃のスコープや、双眼鏡のレンズに跳ね返ってくるのを受け取って、それによって敵の位置を把握する。というのがその構想である。狙撃前探知の実用化はもし適ったとしてもかなり先の話となるであろう。

## 課題
このシステムは単発のテロ的な狙撃に対応するのが現在の限界である。複数異方向からの同時攻撃や、敵味方の盛んな撃ち合いなど、本格的な戦闘となると、処理能力を超える。また、市街地を筆頭に複雑な空間における戦闘ではまだ十分に対応しきれない。さらに探知欺瞞のためのシステム(例えば音響の囮)も開発されつつある。